# Zwift

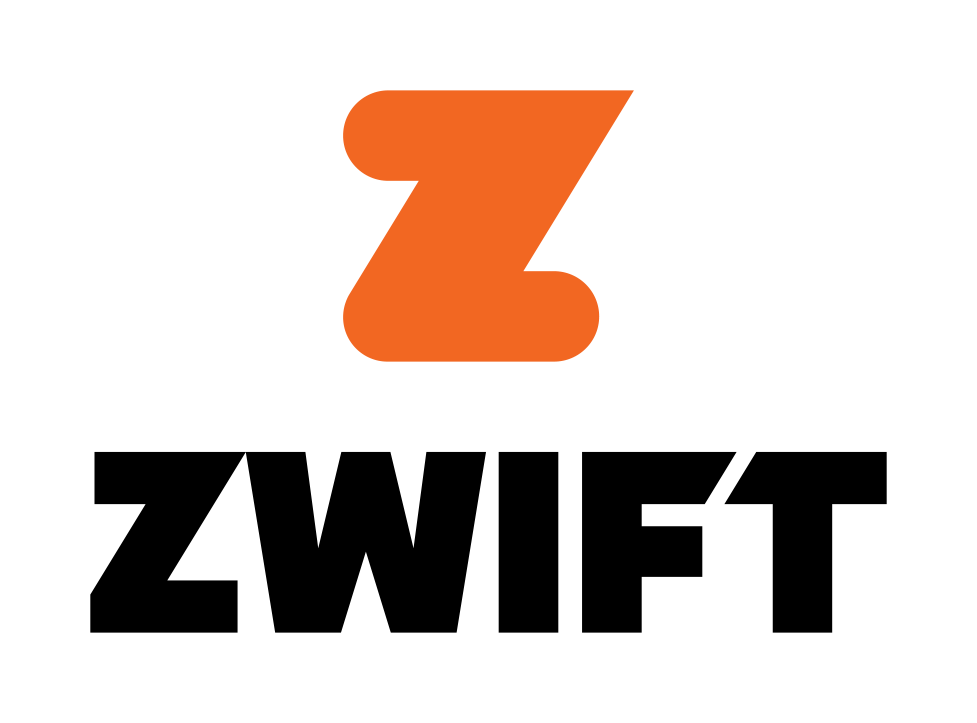
Zwift Logo

Zwift is een softwarepakket voor (race)fietsers en hardlopers waardoor het mogelijk wordt om interactieve indoortrainingen te doen. In Watopia, de virtuele wereld van Zwift, is het mogelijk om je indoor fiets- of hardlooptrainingen alleen of met anderen af te leggen. Door de trainer te koppelen met Zwift worden er gegevens heen en weer gestuurd. Afhankelijk van hoe geavanceerd de (fiets)trainer is, zijn er meer zaken mogelijk. Zo geeft een eenvoudige trainer je wel al de mogelijkheid om realistische stijgingspercentages te ervaren, maar kan een meer geavanceerd model zelfs de trillingen van de kasseien simuleren.

## Parcours
Zwift heeft zijn eigen digitale wereld ontwikkeld onder de noemer 'Watopia'. In deze wereld zijn verschillende parcoursen af te leggen met bijbehorende heuvels, bergen en omgevingen. Behalve deze niet-bestaande wereld heeft Zwift ook verschillende parcoursen nagemaakt. Zo is het parcours van het WK Wielrennen in Richmond volledig in Zwift opgenomen en is het ook mogelijk om de Alpe d'Huez, Alpe du Zwift, te beklimmen. Andere bestaande parcoursen zijn: Londen, Innsbruck, Yorkshire en New York Central Park.

## E-sports
In 2019 heeft Zwift serieuze stappen gezet in de E-sports wereld. Zo werd er in dat jaar aangekondigd om in 2020 in samenwerking met de UCI de eerste 'E-world Championships' te gaan rijden. Door de opkomst van het  COVID-19-virus wordt Zwift ook meer door professionele wielerploegen ingezet. Zo organiseerde de Jumbo-Visma wielerploeg een 'Zwift ride' en heeft BEAT Cycling Club soortgelijke acties ingezet.